# Soy (álbum de Lali Espósito)
Soy é o segundo álbum de estúdio da cantora argentina Lali, lançado em 20 de maio de 2016 na Argentina no formato Compact Disc, e no mundo em plataformas oficiais de Download digital e streaming. O álbum foi certificado em disco de ouro na Argentina pela CAPIF nas primeiras horas de vendas no evento de lançamento em Buenos Aires. E em novembro do mesmo ano também foi certificado em disco de ouro no Uruguai, sendo que a placa fora entregue somente no dia da apresentação da cantora no país em dezembro, durante a turnê de digressão Soy Tour.

## Antecedentes
Em agosto de 2014 Lali havia informado a imprensa que estava trabalhando no segundo projeto musical, meses depois de ter lançado o primeiro álbum de estúdio como cantora solo, o A Bailar. Rumores circulavam na internet de que o possível segundo álbum seria lançado em setembro ou outubro de 2015, porém as gravações de Esperanza mía e o A Bailar Tour podem ter atrasado o processo de composição. Em janeiro de 2016 ainda em turnê pela Argentina, a cantora confirmou que o lançamento do mesmo seria no final de maio se ocorresse tudo de acordo com o planejado.

## Lançamento e promoção
A gravadora Sony Music realizou no dia 27 de abril de 2016 um jogo de perguntas e respostas por meio de uma rede social com os fãs, onde os 6 ganhadores receberam, no dia seguinte, um pedaço da imagem visual da capa do álbum, liberando cada parte no intervalo de uma hora. 20 dias antes do lançamento, o álbum entrou na pré-venda na Argentina, e dias depois no Uruguai. As pessoas que tivessem reservado o álbum tiveram a chance de concorrer a mil entradas para o evento de lançamento que ocorreu na capital argentina Buenos Aires. O evento fora esquematizado para ser um "museu" da cantora, contando com 7 estações; dentre estas estações estava a "Listening Station" onde os fãs puderam ouvir o álbum, a segunda estação realizaram tatuagens de henna com o título do álbum e o nome da cantora; uma terceira estação estava a mostra todas as roupas, sapatos e acessórios utilizados no photoshoot para o disco, e no final a cantora autografou os álbuns de cada fã presente. Em menos de uma semana de lançamento, a cantora viaja ao México para promover o álbum, além de se apresentar no programa televisivo argentino Showmatch, e realizar entrevistas a várias rádios.
A partir de 02 de junho de 2016, a artista lança um web-documentário em seu canal no Youtube mostrando como foi o processo de criação e produção do álbum, sendo dividido em episódios de duração máxima de 3 minutos.
Ainda em maio, poucos dias do lançamento oficial, Espósito inicia uma turnê promocional com objetivo de divulgar o álbum por vários países; o México foi o primeiro escolhido, onde se realizou um encontro com fãs, porém não houve firma de autógrafos já que o álbum só seria lançado no país em questão, no dia 15 de julho. Em junho, Espósito realizou visitas e firma de autógrafos, entrevistas a rádios, programas televisivos e revistas no Chile, Equador, Peru e Espanha. Em julho, Lali visitou o Paraguai e o México, este último novamente, para a realização de uma firma de autógrafos.
Em setembro, após o inicio da turnê de divulgação do álbum, Lali viaja para a Itália a fim de realizar duas firmas de autógrafos no país, nas cidades: Roma e Milão, respectivamente.

## Composição e produção
| “ | Com "Soy", queremos posicionar Lali como uma artista internacional, essa é a estratégia. - Damián Amato, presidente da Sony Music Argentina durante uma reunião. | ” |

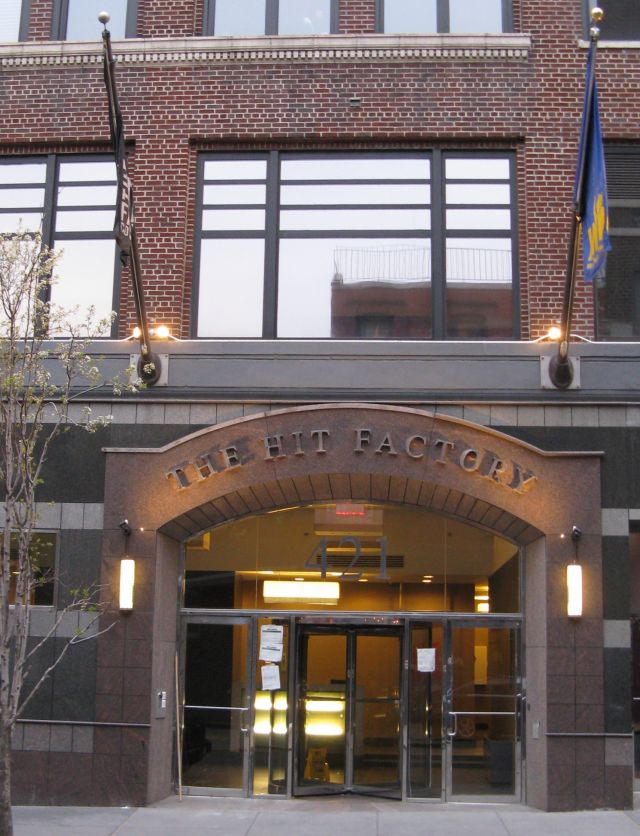
O estúdio The Hit Factory onde ocorreu a finalização do álbum.

O álbum contém 13 faixas, todas escritas pela própria intérprete junto com os produtores do álbum antecessor A Bailar, são eles Luis Burgio, Pablo Akselrad e Gustavo Novello. A inicialização do projeto iniciou ainda em 2014, meses depois de ter lançado o primeiro álbum de estúdio como cantora solo; "Único" foi a primeira canção a ser lançada, sendo ela composta por Lali em dedicatória ao seu ex-namorado, o ator argentino Benjamín Amadeo. Porém o primeiro single, Soy, foi a última faixa a ser escrita pela cantora.
As faixas "Ego", "Boomerang" e "Ring Na Na" foram escritas em inglês produzidas por Gavin Jones, Tobias Lundgren, Johan Fransson, Tim Larsson, Will Simm, Ayak Thiik, Michael Angelo, Eric McCarthy e David Kaneswaran, sendo traduzidas para o espanhol pela cantora e os produtores argentinos.
Segundo Lali, "Cree en mi" teve toda a letra composta por ela, escrita durante uma pertubação em seu relacionamento com o ex-namorado Mariano Martínez, o mesmo em que protagonizou junto a ela a novela Esperanza mía durante todo 2015. "Bomba" seria uma das faixas a qual não pertenceria no álbum, em seu lugar ficaria "Grita mi Alma", a qual não entrou no disco.
Em abril de 2015, Lali junto com Burgio, Akselrad e Novello, viajaram à Miami e Nova Iorque para masterizar o álbum e fechar acordos com a gravadora. Em maio do mesmo ano, a cantora se apresentou em um evento da Sony Music Latin para mais de 150 produtores mundiais em San Juan no Porto Rico.

## Crítica
| Críticas profissionais | Críticas profissionais |
| Avaliações da crítica  | Avaliações da crítica  |
| Fonte                  | Avaliação              |
| ---------------------- | ---------------------- |
| El País                | Positiva               |
| Pop en Español         | [ 14 ]                 |
| Digitall Post          | Positiva               |

O álbum recebeu as melhores críticas dos críticos da América Latina. Jorge Luis Santa María a partir do site mexicano Digitall Post, resumiu que "Soy é um álbum que mostra [Espósito] como ela é, sem barreiras, e inclui histórias que uma pessoa de sua idade pode realmente viver ou ver". Belén Fourment do diário uruguaio El País opinou que "mesmo que haja alguma esquizofrenia em Soy, porque ele salta de um gênero para outro sem amortecer a queda, Espósito dá mais um passo com este álbum, experimenta, mostra-se como ela é, e isso sempre é valioso", ainda na mesma crítica, Fourment declara que "o álbum tem um som electropop bom, com passagens muito explosivas e algumas guitarras distorcidas que desliza, mas também tem algumas voltas impressionantes".
Jenny Morgan do portal Pop en Español fez uma avaliação de que "o álbum flui entre uma variedade de gêneros que incluem dança, clube, pop, rock e soul", e que "o alcance vocal de Lali combina bem com todos os gêneros que ela inclui nesse álbum". O revisor também comparou o som de Espósito com a cantora mexicana Belinda, mas "com uma voz melhor". Morgan assegurou que a cantora "estará quebrando recordes com esta versão".
5 meses após o lançamento, a Billboard Brasil elegeu o álbum como um dos 30 melhores discos do ano em sua lista "Os melhores álbuns de 2016".

### Listas de fim de ano
| Publicação       | Lista                       | Posição |
| ---------------- | --------------------------- | ------- |
| Billboard Brasil | 30 melhores álbuns de 2016  | N/A     |
| Crônica Musical  | Melhores álbuns pop de 2016 | 5       |

## Desempenho comercial
"Soy" no dia de seu lançamento, foi considerado a melhor estréia do ano na Argentina, em questões de vendas. Nas plataformas digitais o álbum alcançou o topo do iTunes no Paraguai, Chile, Peru e Colômbia, porém com o lançamento do disco da cantora norte-americana Ariana Grande, o Soy ficou no posto #2 na Argentina, Equador, Israel e República Dominicana. Lali foi a primeira cantora argentina a entrar no top 5 do iTunes nos discos latinos mais vendidos nos Estados Unidos, ficando na 4ª posição. Na França chegou ao 6º lugar nos álbuns latinos, enquanto no Brasil alcançou a 2ª posição na mesma categoria. Na Espanha, México e El Salvador o mesmo se posicionou em 3º, 4º e 34º lugar, respectivamente.
Na Argentina entrou em pré-venda no dia 03 de maio de 2016, exclusivo nas lojas Yenny-El Ateneo, que em poucos dias havia alcançado a marca de 20 mil cópias vendidas, o que ocasionou, no evento de lançamento, a entrega da placa de disco de ouro certificado pela CAPIF. No Uruguai o álbum chegou à pré-venda ainda no mês de maio, porém só foi lançado oficialmente em junho, o que possibilitou, segundo a CUDISCO, alcançar o topo da lista dos discos físicos mais vendidos no mês de maio, a qual permaneceu na mesma posição durante 3 meses consecutivos, e 4 meses não consecutivos, fato que levou a certificação em disco de ouro no país uruguaio em novembro do mesmo ano.
Soy estreou na lista "Top 40 Álbums Venezuela" como o segundo disco mais vendido no país, indo uma semana depois alcançar o topo da lista na Venezuela em junho, segundo a Recordland. No Equador foi lançado no dia 20 de junho de 2016, após 7 dias se converteu no mais vendido da semana, totalizando 734 cópias físicas vendidas, segundo a IFPI equatoriana.
Na Espanha, estreou na 6ª colocação na lista "Top 100 Álbums" do órgão PROMUSICAE, o que segundo a Sony Music Espanha foi o álbum internacional mais vendido no país. Em Israel, foi a venda no dia 14 de julho de 2016, já no primeiro dia de vendas ocupava 11ª posição; uma semana depois subiu para o álbum mais vendido do país. No México, o disco estreou na 27ª posição na lista de vendas físicas oficiais do órgão fonográfico AMPROFON. Já na Itália, o disco posicionou-se na 5ª posição, a entrada mais forte de um latino no país do ano, segundo a FIMI.

## Divulgação

### Apresentações ao vivo
Na primeira semana após o lançamento, Lali concedeu várias entrevistas para rádios como Los 40 Principales na Argentina e mais tarde na Espanha, e também se fez presente em programas de televisão como "Almoçando com Mirtha Legrand" e no canal "Net Fox", porém não cantou nenhuma faixa do álbum por ter assinado um contrato de exclusividade com o programa "Showmatch" no canal El Trece, apresentando-se no primeiro episódio do ano do mesmo, em 30 de maio com a faixa "Único" e o single "Soy". Ainda em divulgação no país natal, a cantora se apresentou no concerto beneficente Un sol para los chicos da Unicef, performou 3 faixas do disco no Coca-Cola FM Estúdio e também no Programa Susana Gimenez.
Na Espanha, os primeiros singles foram divulgados em uma apresentação no Festival Coca-Cola On The Beach. Durante uma turnê promocional a cantora visitou diversas rádios no Chile, Uruguai, Paraguai, Equador e México, neste último se apresentou com o single "Soy" no programa Hoy transmitido pelos canais Televisa e Univisión, entre outros, para toda a América Latina e Estados Unidos.
No mês de junho de 2017, Espósito apresentou ao vivo os singles "Soy" e "Boomerang" na premiação mexicana MTV Millennial Awards e a argentina Prêmios Gardel, esta última com adição da música "Ego".

### Turnê
A turnê de digressão Soy Tour inicia em Buenos Aires no dia 08 de setembro de 2016, recorrendo várias cidades da Argentina. Além do seu país natal, a cantora se apresentará, por enquanto, no Paraguai, Chile, Uruguai, Espanha, Itália e Israel. Em 25 de fevereiro de 2017, Lali encerrou o Festival Internacional da Canção de Viña del Mar no Chile, o maior da música latina, além de ter sido escalada como jurada em todos os dias e ter recebido prêmios importantes como a Gaviota de Ouro e a de Prata, além de receber o prêmio "artista do festival".

## Singles
"Único" foi a primeira música, e primeiro single promocional, do álbum liberada pela cantora em 19 de março de 2016, cantada pela primeira vez um dia antes do lançamento oficial durante a penúltima apresentação da turnê A Bailar Tour em Buenos Aires. Após a estréia do lyric vídeo oficial, a mesma posicionou-se em 2º lugar na lista Media Forest da Argentina, e alcançou o topo na parada musical Los 40 Principales do Paraguai e no Ranking 47 Airplay do Uruguai. A canção foi a primeira da cantora a entrar em uma lista na Bolívia e Itália. No Equador debutou na 23ª posição na parada Ecuador Top 40.
O primeiro single de divulgação do álbum foi lançado em 05 de maio de 2016. "Soy" foi a primeira música da cantora a alcançar o 1º lugar na parada musical Los 40 Principales da Argentina, além de ter sido o único número 1 de um artista argentino no ano de 2016. Lali também colecionou outro número 1 no próprio país, a canção esteve no topo da Media Forest durante 2 meses e meio consecutivos, vindo a cair para o segundo posto e depois voltando ao número 1, onde permaneceu por mais duas semanas até cair para o terceiro lugar em que ficou até outubro do mesmo ano. A música também entrou no chart do Monitor Latino na Argentina no 11º lugar, e no Equador em 15º lugar. O single foi o primeiro da artista a entrar em uma parada musical do Panamá, estreando na 38ª posição na lista Los 40 Principales, indo semanas depois alcançar o posto 22. Em 2017 foi indicado à categoria "Canção do ano" na maior premiação do país, os Prêmios Gardel.
"Boomerang" é o segundo single do álbum, com videoclipe lançado em 07 de setembro de 2016. A faixa não foi enviada às rádios por motivos desconhecidos, apenas a rádio Los 40 Principales do Paraguai conseguiu o ingresso da mesma em seu chart na 27ª posição.
"Ego" é a terceira faixa escolhida para representar o álbum como single, reconhecida no dia 14 de dezembro de 2016 juntamente com o videoclipe. O videoclipe da música ganhou a categoria "Vídeo do ano" na premiação mexicana MTV Millennial Awards 2017. A mesma chegou ao 4º posto das músicas mais tocadas na Argentina, segundo o chart Monitor Latino.

## Alinhamento das faixas
| N.º            | Título             | Compositor(es)                                                                          | Produtor(es)                               | Duração |  |
| 1.             | "Soy"              | Mariana Espósito Pablo Akselrad Luis Burgio Gustavo Novello                             | 3musica                                    | 3:31    |  |
| 2.             | "Único"            | Espósito Akselrad Burgio Novello                                                        | 3musica                                    | 3:42    |  |
| 3.             | "Tu Revolución"    | Espósito Akselrad Burgio Novello                                                        | 3musica                                    | 3:48    |  |
| 4.             | "Cree en mi"       | Espósito Akselrad Burgio Novello                                                        | 3musica                                    | 3:53    |  |
| 5.             | "Irresistible"     | Espósito Akselrad Burgio Novello                                                        | 3musica                                    | 3:22    |  |
| 6.             | "Ego"              | Gavin Jones Tobias Lundgren Johan Fransson Tim Larsson Espósito Novello Akselrad Burgio | Tobias Lundgren Johan Fransson Tim Larsson | 3:51    |  |
| 7.             | "Boomerang"        | Will Simm Ayak Thiik Espósito Novello Akselrad Burgio                                   | 3musica Will Simm                          | 4:26    |  |
| 8.             | "Mi Religión"      | Espósito Akselrad Burgio Novello                                                        | 3musica                                    | 4:04    |  |
| 9.             | "Lejos de mí"      | Espósito Akselrad Burgio Novello                                                        | 3musica                                    | 4:05    |  |
| 10.            | "Amor es Presente" | Espósito Akselrad Burgio Novello                                                        | 3musica                                    | 3:12    |  |
| 11.            | "Ring Na Na"       | Eric McCarthy David Kaneswaran Michael Angelo Espósito Novello Akselrad Burgio          | 3musica Michael Angelo                     | 3:49    |  |
| 12.            | "Bomba"            | Espósito Akselrad Burgio Novello                                                        | 3musica                                    | 2:54    |  |
| 13.            | "Reina"            | Espósito Akselrad Burgio Novello                                                        | 3musica                                    | 3:37    |  |
| Duração total: | Duração total:     | Duração total:                                                                          | Duração total:                             | 47:51   |  |

## Desempenho
| Tabelas musicais (2016)                          | Melhor posição |
| ------------------------------------------------ | -------------- |
| Argentina (CAPIF Albums Chart)                   | 1              |
| Israel (Israeli Albums IFPI)                     | 1              |
| Itália (Federazione Industria Musicale Italiana) | 5              |
| México (Mexican Albums Chart)                    | 27             |
| Peru (Perú Top 100 Álbuns)                       | 31             |
| Espanha (Productores de Música de España)        | 6              |
| Venezuela (Top 40 Albums Venezuela)              | 1              |
| Uruguai (Albums Charts CUDISCO)                  | 1              |

| País              | Certificação | Vendas  |
| ----------------- | ------------ | ------- |
| Argentina (CAPIF) | Ouro         | 20 000x |
| Uruguai (CUDISCO) | Ouro         | 2 000x  |

## Histórico de lançamento
| País        | Data                   | Formato                     | Editora discográfica      |
| ----------- | ---------------------- | --------------------------- | ------------------------- |
| Mundo       | 20 de maio de 2016     | Download digital, streaming | Sony Music Ariola Records |
| Argentina   | 20 de maio de 2016     | CD                          | Sony Music Argentina      |
| Uruguai     | 03 de junho de 2016    | CD                          | Sony Music Argentina      |
| Peru        | 09 de junho de 2016    | CD                          | Sony Music Argentina      |
| Venezuela   | 10 de junho de 2016    | CD                          | Sony Music Argentina      |
| Chile       | 15 de junho de 2016    | CD                          | Sony Music Argentina      |
| Costa Rica  | 17 de junho de 2016    | CD                          | Sony Music Argentina      |
| Equador     | 20 de junho de 2016    | CD                          | Sony Music Argentina      |
| Espanha     | 24 de junho de 2016    | CD                          | Sony Music Spain          |
| Israel      | 14 de julho de 2016    | CD                          | Sony Music NMC Music      |
| México      | 15 de julho de 2016    | CD                          | Sony Music México         |
| Itália      | 16 de setembro de 2016 | CD                          | Sony Music Italy          |
| El Salvador | 11 de novembro de 2016 | CD                          | Sony Music                |
| Argentina   | 30 de novembro de 2016 | Vinil                       | Sony Music                |
| Uruguai     | 02 de janeiro de 2016  | Vinil                       | Sony Music                |

## Créditos e pessoal
As seguintes pessoas contribuíram para o álbum "Soy":
- Nano Novello – compositor, diretor musical, produtor, management, piano, programador, vocal grave, violão
- Facundo Yalve – engenheiro de som
- Dario Calequi – engenheiro de som
- Julián Burgio – assistente de som
- Emilio Oivero - maestro
- Tobias Lundgren – engenheiro de som, produtor, compositor, vocal de fundo
- Johan Fransson – engenheiro de som, produtor, compositor, violino
- Tim Larsson – engenheiro de som, produtor, compositor, programador, baterista
- Will Simms – engenheiro de som, produtor, compositor, bateria, violino, vocal grave, sintonizador, piano, programador
- Michael Angelo – engenheiro de som, produtor, compositor, vocal grave, sintonizador, bateria, piano, programador
- Antonella Giunta – treinadora vocal, vocal de fundo
- Roberto Tito Vázquez – mixador
- Chris Gehringer – masterização
- Peter Akselrad – direção musical, produtor, management, compositor, violão, talk box, voz de fundo
- Luis Burgio – direção musical, produtor, management, compositor, violão, voz de fundo, kazoo
- Ariel Chichotky – produtor, management, booking
- Pablo Durand – coordenadores da A&R
- Javier Caso – coordenadores da A&R
- Lali Espósito – artista primária, compositora e vocal
- Josefina Silveyra – vocal de fundo
- Gavin Jones – compositor
- Ayak Thiik – compositor
- Alan Ballan – baixo
- Diego Mercado – vocal de fundo
- Eric McCarthy – compositor
- Davin Kaneswaran – compositor
- Alejo von der Pahlen – sax, vocal de fundo
- Ervin Stutz – trumpet, trombone
- Omar Souto – direção de arte
- Machado Cicala Morassut – fotografia
- Juan Manuel Cativa – cabelo, estilista
- Marina Venancio – make-up, estilista
- Geri Capucci – assistente
- Gime Catalano – arte de unha